# Sandbron
Sandbron i Stockholm omtalas ofta i gamla handlingar. Det var en träbro, som gick längs nedre delen av Brunkeberg, där Gustaf Adolfs torg ligger, och förenade de båda  last- och lossningsplats för fartyg på Norrmalm, ungefär Röda bodarna och platsen nedanför Karl XIII:s torg, samt Helgeandsholmen. Då Kristian I låtit fängsla ärkebiskopen Oxenstjerna, och allmogen 1463 belägrade Stockholm för att utverka hans befrielse, skickade han några fartyg upp i Norrström för att bemäktiga sig Sandbron och hindra den ena bondehopen att undsätta den andra. Här uppstod nu blodbadet på Helgeandsholmen, varvid riddaren Ture Turesson förvärvade namnet "bondeslaktare." Av denna sandbro blev sedan den så kallade Stora Allmänna Brogatan, som omtalas i drottning Christinas donationsbrev den 20 november 1645.